# Der Aufstand der Fischer
Der Aufstand der Fischer (russisch Восстание рыбаков, Wosstanije rybakow) ist ein Spiel- und früher Tonfilm nach der Novelle Aufstand der Fischer von St. Barbara von Anna Seghers, der zwischen 1931 und 1934 im Auftrag der deutsch-russischen Meschrabpom-Film Aktiengesellschaft in der Sowjetunion entstand. Ursprünglich sollten eine gegen die erstarkende NS-Bewegung gerichtete deutsche und eine russische Fassung produziert werden. Aufgrund erheblicher organisatorischer Defizite und Differenzen zwischen Filmgesellschaft und Regisseur konnte nur die russische Fassung vollendet werden. Es handelt sich um das Spielfilmdebüt des deutschen Regisseurs Erwin Piscator.
Der Film behandelt einen Streik unter den Arbeitern der Reederei Bredel. Der Streik wird durch einen Unfall bei der Fischverarbeitung ausgelöst, für den die Arbeiter das überhöhte Arbeitstempo auf der Fangflotte der Reederei verantwortlich machen. Nach dem Tod eines Streikführers eskaliert der Streik und schlägt von den Hochseefischern auf die unabhängigen Küstenfischer der Region über. Die Drehorte befanden sich in der Ukraine, auf der russischen Halbinsel Kola sowie in Moskau. 
Der Aufstand der Fischer ähnelt in seinen Schnitteffekten, langen Kamerafahrten und der Lichtregie stilistisch den Arbeiten der sowjetischen Filmregisseure Sergei Eisenstein und Wsewolod Pudowkin aus der damaligen Übergangszeit vom Stumm- zum Tonfilm. Aufgrund der Technik der bewegten Kamera und seiner eigenständigen Tonregie steht der Spielfilm jedoch zugleich im Kontrast zur russischen Filmtradition.
Der Aufstand der Fischer hatte im Oktober 1934 Premiere in der Sowjetunion. Eine Exportfassung mit Untertiteln wurde im folgenden Jahr im europäischen Ausland vertrieben. Der Film wurde während der 6. Westdeutschen Kurzfilmtage im März 1960 erstmals in Westdeutschland vorgestellt. Er wurde seitdem in Filmklubs, Programmkinos und auf Filmfestivals wie der Berlinale 2012 präsentiert, doch bremste die „prekäre Kopienlage eine größere Rezeption“.

## Handlung
Der Aufstand der Fischer behandelt einen Streik unter den verarmten Hochseefischern bzw. Matrosen des Küstenorts Port Sebastian (auch: San Sebastian), der durch verschlechterte Arbeitsbedingungen auf den Schiffen des Reeders Bredel ausgelöst wird. Die Fischer auf einem von Bredels Schiffen holen den Fang ein. Ein Hai ist als Beifang an Bord gelangt und versucht noch im Sterben, einen kleinen Fisch zu fressen. Die Matrosen, die die Fische ausnehmen, werden wiederholt aufgefordert, rascher zu arbeiten. Das Arbeitstempo auf den Schiffen von Bredels Fangflotte hat deutlich zugenommen, da der Reeder statt vier nur noch drei Mann pro Arbeitsschicht einsetzt. Als sich ein Arbeiter mit einem Haumesser den Daumen abschlägt, legen die Fischer aus Protest spontan die Arbeit nieder.
Angesichts des Unfalls fordern die Hochseefischer den Kapitän auf, die Arbeitsintensivierung zurückzunehmen. Es sollen wieder vier Mann pro Arbeitsschicht beschäftigt werden. Als der Kapitän diese Forderung zurückweist, beschließen die Hochseefischer zu streiken. Die Fangflotte muss zum Hafen des Hauptorts Port Sebastian zurückkehren. Im Reederei-Kontor von Port Sebastian wird den Matrosen der Lohn vorenthalten. Der Garnisonskommandeur und der Reeder Bredel werden Zeuge des geordneten Abgangs der streikenden Matrosen. Der Kommandeur lässt Soldaten aufmarschieren.
Streikführer Hull fordert einen gemeinsamen Streik der Hochseefischer aus Port Sebastian mit den Küstenfischern der Umgebung, deren ökonomische Situation etwas besser ist als die der Hochseefischer. Ein gemeinsamer Arbeitskampf kommt jedoch nicht zustande, da der Reeder Bredel den Kleinfischern der Umgebung hundert Prozent mehr Lohn für ihren Fang in Aussicht stellt. Die Kleinfischer laufen daraufhin für Bredel aus, verlieren jedoch auf stürmischer See die Hälfte ihres Fangs. Die Hochseefischer hingegen setzen sich mit ihren Forderungen gegenüber der Reederei durch und nehmen zunächst die Arbeit wieder auf. Bredel bricht sein Versprechen, den Küstenfischern einen Lohnzuschlag zu zahlen. Als die Küstenfischer erkennen müssen, dass Bredel sich nicht an seine Zusage gebunden fühlt, kommen sie doch noch mit den Hochseefischern aus Port Sebastian zusammen. In Desaks Wirtshaus in dem kleinen Küstenort St. Barbara beraten die Hochsee- und die Küstenfischer über einen gemeinsamen Arbeitskampf. Die Versammlung wird jedoch durch einen Akt von Brandstiftung gesprengt.
Eine Gruppe um den gemäßigten Fischer Kerdhuys entscheidet sich gegen das Streiken und will am Tag nach der missglückten Versammlung in St. Barbara für Bredel zum Fischfang auslaufen. Am Morgen lauern der Individualist Martin Kedennek aus St. Barbara und seine Leute, die die Reederei bestreiken wollen, Kerdhuys und seinen Mitstreitern auf. Kedennek versucht mit einem Messer, Kerdhuys vom Streikbruch abzuhalten. Als Kedennek auf Kerdhuys losgeht, wird er von der Kugel eines der Soldaten niedergestreckt, die der Garnisonskommandeur mobilisiert hatte. Am nächsten Morgen kommt es in den Dünen zu einer weiteren direkten Konfrontation von Streikenden mit einer Gruppe von Küstenfischern um den gut situierten Bootsbesitzer Bruyk, die – wie Kerdhuys am Vortag – für Bredel auslaufen will. Zum Schein schließt sich auch der junge Fischer Andreas, der bei Familie Kedennek lebt, den Streikbrechern an. Insgeheim plant Andreas jedoch einen Sprengstoffanschlag auf Bruyks Fischerboot.
Die Stimmung in den Gemeinden der Küstenfischer ist angespannt. Die trauernden Fischer der gesamten Küstenregion strömen in Scharen zur Beisetzung Martin Kedenneks. Der Reeder Bredel veranlasst, dass weitere Soldaten nach St. Barbara entsandt werden, da er eine Eskalation des Konflikts befürchtet. Den Geistlichen hat Bredel aufgefordert, die Trauergemeinde am Grab hinzuhalten. An der Grabstätte droht die Lage außer Kontrolle zu geraten. Der Unmut der Fischer über eine Strafpredigt des Geistlichen, der Kedenneks Handeln scharf verurteilt, bricht sich in einem Schrei der Witwe, Marie Kedennek, Bahn. Marie Kedennek schlägt dem Geistlichen die Bibel aus der Hand und zerreißt sie. Währenddessen suchen die Soldaten in St. Barbara nach dem revolutionären Matrosen Hull aus Port Sebastian, den Bredel als den eigentlichen Rädelsführer der Streikbewegung ausgemacht hat. Die Soldaten verwüsten Desaks Kneipe und vergewaltigen die Prostituierte Marie, die bei Desak als Aushilfe arbeitet und die ein Verhältnis mit Andreas hat. Die Beerdigung wird durch Explosionen auf Bruyks Schiff unterbrochen, die Andreas herbeigeführt hat. Die Explosionen geben das Signal für einen Aufstand der Küstenfischer gegen den Reeder und das herbeigerufene Militär, das in Schützenkette an den Friedhof heranrückt.
Es kommt zu erbitterten Kampfhandlungen der aufständischen Fischer und ihrer Frauen mit dem Militär, in deren Verlauf der Saboteur Andreas auf der Flucht erschossen wird. Nach der Eroberung strategisch wichtiger Waffenstellungen der Soldaten entscheiden die von dem Streikführer Hull angeführten, zahlenmäßig überlegenen Aufständischen den ungleichen Kampf für sich. In den Wirren des Aufstands gelingt Bredel die Flucht.

## Verhältnis zur literarischen Vorlage
Der Spielfilm basiert auf der Novelle Aufstand der Fischer von St. Barbara von Anna Seghers, für die der Autorin im Jahr 1928 der Kleist-Preis verliehen worden war. Piscator nahm starke Veränderungen an der Fabel vor. Aus der pessimistisch endenden Vorlage, in der ausführlich das Elend der Fischer beschrieben wird, machte er einen kämpferischen Appell für die Volksfront gegen NS-Deutschland. Der Regisseur verwies darauf, dass er die Filmhandlung zunächst „von Nordspanien nach Norddeutschland“ verlegt und damit den Hauptfiguren „Tuchfühlung mit denen, die im Augenblick eine ähnliche soziale Stellung hatten[, ermöglicht habe]. Sie entsprach dem Kleinfischer, dem Kleinbauern“. Piscators geografische Überlegungen beziehen sich zunächst auf die nicht beendete deutsche Fassung des Films. Filmwissenschaftler Günther Agde deutet auch die abgeschlossene russische Filmfassung von 1934 als „quasi ortlosen, aber deutlich außer-russischen Film“. Piscator wollte ursprünglich ein deutsches Filmpublikum und die gewerkschaftlich und politisch unorganisierten Schichten in Deutschland erreichen, die ihm besonders anfällig für den Nationalsozialismus schienen. Schon Anna Seghers habe gezeigt, dass diese Schichten „abhängig bis zum Ausgesogenwerden“ waren. Er habe hingegen veranschaulichen wollen, wie man unabhängig bleiben könne, wenn man sich gewerkschaftlich organisiere.
Nach Auffassung des Theaterwissenschaftlers Peter Diezel nahm Piscator sich in seiner Verfilmung ganz im Sinne der strategischen Leitlinie der Thälmannschen KPD-Führung der „antifaschistischen Einheitsfront und der Einbeziehung der kleinbürgerlichen Schichten“ an. Gegenüber Anna Seghers habe sich das allerdings als ein „ziemlich brutales Vorgehen“ manifestiert, da es nichts weniger als eine „Dekonstruktion ihres Erzähltextes“ bedeutete. Zu diesem Zweck hatte Piscator, wie er später resümierte, in seiner Literaturverfilmung eine Seemanns-Gewerkschaft eingeführt, die auf den „von großen Fischereien ausgesandten Trawlers arbeiteten und einen Streik begonnen hatten wegen Fortnahme des vierten Mannes in einer Arbeitsgruppe.“ Währenddessen arbeiteten die Kleinfischer weiter und seien damit im Grunde zu Streikbrechern geworden; es schloss eine Folge gewonnener und verlorener Streiks an. Diese Streiks aber wurden Piscator zufolge, „da die Organisierten den Unorganisierten halfen, auch dann, als es nicht mehr um ihre eigene Sache ging, von rein ökonomischen zu politischen Handlungen und – so hoffte ich wenigstens – zum Aufruf gegen ein System, wie die Nazis es beabsichtigten.“

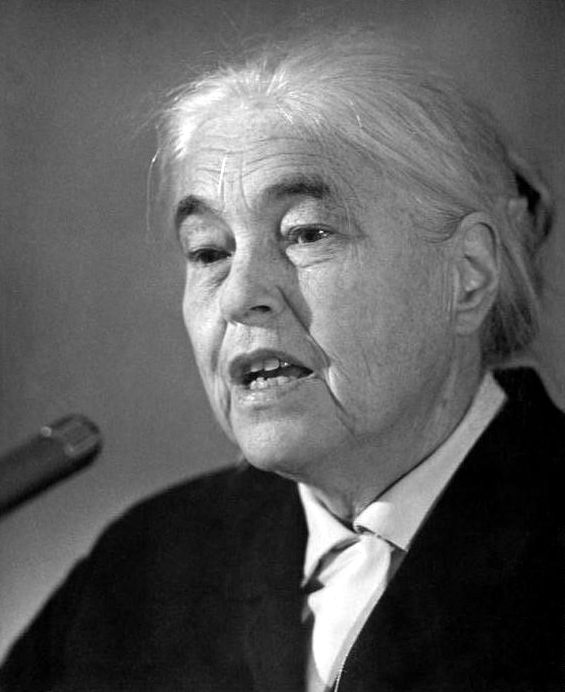
Anna Seghers (1966)

Auch die Seghers-Expertin Helen Fehervary gelangt zu dem Schluss, dass Piscator ein wesentliches Element seiner literarischen Vorlage dekonstruiere: Das Sujet in Seghers’ Vorlage sei der „gescheiterte Streik der Fischer gegen die Reederei, die ihren Lohn und ihr ganzes Leben kontrolliert. Am Ende laufen die Boote unter den gleichen Bedingungen aus, die Anlass zu dem Aufstand gaben. Der Alltag der Klassenverhältnisse wird somit wiederhergestellt.“ Dieses Element des Scheiterns in Seghers’ Vorlage lege Zeugnis von der revolutionären Geschichte in Mitteleuropa nach dem Ersten Weltkrieg ab. Zu Beginn von Seghers’ Erzählung werde das Scheitern der Aufständischen mit einer Allegorisierung des Aufstands vergegenwärtigt: Lange nach dem Aufbegehren der Fischer habe der Aufstand „noch auf dem leeren, weißen sommerlich kahlen Marktplatz“ gesessen und „ruhig an die Seinigen, die er geboren, aufgezogen, gepflegt und behütet hatte für das, was für sie am besten war“, gedacht. Dieses allegorische Moment fehle Piscators Film, da dieser auf einen erfolgreichen Aufstand abziele.
Während der geografische Schauplatz von Seghers’ Erzählung unbestimmbar sei, habe Piscator sich „eine ausdrücklich an der deutschen Nordseeküste spielende Geschichte“ vorgestellt, die die Marine- und Spartakusaufstände von 1918 und 1919 evoziere: „Im Märtyrertod Kedenneks hallt die Ermordung Karl Liebknechts im Januar 1919 nach; in den Leichenzug- und Begräbnis-Szenen die Resonanz der trauernden Massen, die den Sarg Liebknechts durch die Straßen von Berlin begleiteten.“ In Bezug auf die Handlung und Charakterisierung der Figuren hielt sich Grebners Drehbuch Fehervary zufolge hingegen überwiegend an Seghers’ Vorlage. Doch liege der entscheidende Unterschied zwischen Erzählung und Film an dessen Ende, nämlich der Revolte bewaffneter Matrosen, die bei Seghers nicht vorkomme. Während Seghers retrospektiv einen gescheiterten Aufstand darstelle, kommen bei Piscator bewaffnete Matrosen den schlecht vorbereiteten und organisierten Fischern zur Hilfe. Nach dem letzten Kampf endet der Film „mit Siegesgesang, strahlenden Gesichtern und einem glücklichen Ausgang für alle, außer die Reederei Bredel und ihre angeheuerten Soldaten.“ Hier spüre man hinter der Kamera den „tief empfundenen, man möchte fast sagen verzweifelten Aufruf des Filmregisseurs zum Aktivismus in Krisenzeiten.“
Die Kulturwissenschaftlerin Simone Schofer grenzt den psychologischen Charakterisierungsstil der Buchvorlage von der „politisierten“ Personendarstellung im Film ab. Seghers rücke Individuen stärker in den Vordergrund und stelle ausgiebig individuelle Reaktionen und Gefühle dar, um dem Leser die Entwicklung des Aufstands nachvollziehbar zu machen. Der Spielfilm ziele dagegen auf die Beschreibung des Aufstands an sich ab, so dass sich dem Zuschauer individuelle Handlungen nicht immer zur Gänze erschlössen. Allerdings würden im Film die Frauenfiguren, die bei Seghers überwiegend in stereotypen Rollen im Haushalt und am Herd aufgingen, stärker exponiert und aktiv in den ökonomischen und politischen Kampf verwickelt. Während sich Seghers’ Erzählung durch eine betont unsentimentale, nüchterne Darstellungsform auszeichne, gehe es Piscator vor allem darum, in den Massen das revolutionäre Bewusstsein einer Arbeitergemeinschaft zu wecken und zum Zusammenhalt im Kampf aufzurufen. Dies zeige sich deutlich am „etwas unrealistische[n] Sieg der Fischer über die Soldaten“ am Ende des Films, nach einem ungleichen Kampf mit bloßen Händen und Stöcken gegen Maschinengewehre. Obwohl Seghers’ Vorlage von vornherein auf die „unvermeidbare Tragik der Niederlage abgestimmt“ sei, stehe ihr Werk gleichwohl nicht im Gegensatz zu Piscators Intentionen, da auch bei ihr die Männer die Hoffnung auf den Aufstand nicht aufgeben und der Aufstand im folgenden Jahr noch immer „auf den Plätzen des Ortes“ gehockt habe.

## Filmanalyse
Das Staatliche Filmarchiv der DDR gab in seiner Reihe „Film-Blätter“ bald nach Piscators Tod ein undatiertes Informationsblatt zu Der Aufstand der Fischer heraus, demzufolge der Theatermann Piscator in seinem einzigen Film die breite Skala filmischer Ausdrucksmöglichkeiten souverän beherrscht habe. Als markante filmästhetische Gestaltungsmittel werden der stete Wechsel zwischen Großaufnahmen, Totalen und langen Kamerafahrten, die atmosphärische Lichtregie und die symbolische Bildsprache hervorgehoben: „Die Groß- und Detailaufnahme bringt immer wieder in die Massenszenen Ordnung und zwingt den Zuschauer ständig zu persönlicher Stellungnahme. Sie ist sowohl von symbolhafter und zugleich auch von ausdrucksstarker atmosphärischer Aussagekraft.“ Der Verfasser des Informationsblatts verweist beispielhaft auf das Eingangssymbol des sterbenden Hais, der mit seinen letzten Zuckungen noch einen Fisch verschlinge, auf ein im Sand aufblitzendes Messer, als sich die Fronten der Arbeiter gegenüberstehen, sowie auf die Stiefel der Soldaten, die Marie kurz vor der Vergewaltigungssequenz zur Erstarrung bringen. Im Übrigen seien die Höhepunkte des Films einer an Eisensteins Stummfilmen geschulten Montagetechnik, durch die die dramaturgischen Gegensätze zu „unglaublicher Rasanz“ gesteigert würden, zu verdanken. Neben der Kameraführung, den Massenszenen und den Parallelmontagen wird auch die damals noch junge Tonregie angeführt: „Der Ton wird besonders wirkungsvoll in der funktionellen Einarbeitung von Songs und Kampfliedern, die immer wieder auf dem Höhepunkt des Geschehens erklingen“. Der Chor der Hochseefischer bildet als statisches, reflektierendes Element einen Kontrapunkt zur Spielhandlung um die Kleinfischer.
Der Germanist Klaus Gleber bezeichnet den bevorzugten Einsatz von „Schnitteffekten und Montage“ als charakteristisch für Piscators Film: „Letztere wird sowohl kontrastiv (während der Priester das göttliche Recht der Macht beschwört, wütet die Soldateska) als auch symbolisch-verstärkend (Brandung als Illustration der Erhebung) verwandt. Großaufnahmen, lange Kamerafahrten gehören ebenso zum Inventar wie das Bild, das auf die Assoziationskraft des Zuschauers abgestellt ist.“ Der Kommunikationswissenschaftler Hermann Haarmann hebt ebenfalls die – für die damalige Zeit unüblich – rasanten Kamerabewegungen und -fahrten, eine schräge Kameraführung und rasche Schnittfolgen hervor. Piscators Film halte jedoch stets die „Balance zwischen ästhetischer Innovation und überkommener Schematisierung“, vor allem im Hinblick auf die eher konventionelle Figurenführung samt Physiognomie, Körperhaltung und Kleidung einerseits und eine dem epischen Theater entlehnte avantgardistische Formensprache andererseits. Zur avantgardistischen Formensprache zählt er die kurze Vorstellung der Handlungsträger durch ihre Gesichter zu Beginn des Films, die gesprochenen und eingeblendeten Kommentare – die Zwischentitel stellen Reminiszenzen an den Stummfilm dar – sowie das chorische Element der Musik. Dass nach jedem „Filmkapitel“ ein Chor in die Handlung eingreife, sei dabei Bertolt Brechts Lehrstück-Theater geschuldet, bei dem Piscator Anleihen mache.
Jasmin Arnold erkennt eine filmästhetische Neuerung darin, dass Piscator die „Geräusche der Schiffe mit Worten, Sprechgesängen und Chören durchsetzte.“ Im Hinblick auf die Montageprinzipien verweist sie darauf, dass Piscator diese längst nicht durchgängig, sondern nur dort, wo sie ihm zweckmäßig erschienen, eingesetzt habe. Er habe lange Diskussionen ungeschnitten gelassen und sei dabei auf die Sprechenden zugefahren. Für die Kulturwissenschaftlerin Bianca Schemel zeigt gerade die filmische Verwendung des Chors, der häufig „zu statisch und hölzern“ geführt werde, Piscators Herkunft aus der Theaterregie. Schemel verweist zudem auf den besonderen Effekt der Rückprojektion, den Piscator bei der Flucht des Attentäters Andreas vor dem Militär anwendet: „Die Flucht Andreas’ und seine Verfolgung durch die Soldaten sind mit einem Spezialeffekt, der Rückprojektion, gedreht. Bei dieser wird erst ein Teil der Szene abgefilmt und der Schauspieler dann nochmals vor dem bereits gedrehten Film aufgenommen.“
Hermann Haarmann weist zudem auf die „bedeutungsschwangere Lichtregie“ des Films hin, die unter anderem in Verbindung mit Naturmotiven und Landschaftsbildern virtuos gehandhabt werde: „Immer und überall steigt Pfeifen- und Zigarettenrauch auf, im Gegenlicht umhüllt er die Köpfe oder die Silhouetten – auch Schattenrisse bestätigen den Einsatz des stark symbolisierenden Lichts.“ Zugleich verstärke die intensive „Betonung der Elemente (Meer mit Ebbe und Flut, aufkommender und abflauender Sturm, mondbeschienene Nacht und heller Tag)“ die „beeindruckenden Lichtspiele. Diese Motive aus der Natur laufen zusammen in der demonstrativen Zuspitzung der gesellschaftlichen Auseinandersetzung als einem quasi naturhaft sich entwickelnden Konflikt zwischen den Streikenden, den Streikbrechern und den von Staat, Kirche und Bourgeoisie gekauften Soldaten, die das dreckige Geschäft erledigen.“

## Themen
Filmwissenschaftler Günter Agde hebt anlässlich der Wiederaufführung des Films bei der Berlinale 2012 den genauen Blick auf die „Arbeit in den Details ihrer Verrichtung“ hervor, die Der Aufstand der Fischer mit anderen Produktionen von Meschrabpom-Film teile. So zeige der „furiose Anfang“ des Films „eine Fülle von Einzelheiten des Fischfangs auf See, der Bergung und der Anlandung im Hafen.“ Zugleich offenbare dieses Vorzeigen unterschiedlicher Formen von Arbeit jedoch „ein geradezu naives Vertrauen der Filmemacher in die physische Kraft der Arbeitenden, das über die Filme hinauswies.“ Diese filmischen Sequenzen hätten dem damaligen Kinopublikum abgesehen von der technologischen Seite des Topos „Arbeit“ interessante Einblicke in den Alltag sowjetischer Arbeitswelten gegeben. Insofern hätten diese Bilder über den Film hinaus einen eigenen dokumentarischen Wert. Die Behandlung des Arbeitstopos verlagert sich vom anfänglichen Fokus auf konkrete Arbeitsprozesse rasch zu Aspekten wie der Arbeitsintensivierung, dem organisierten Arbeitskampf und dessen gewaltsamer Niederschlagung.
Dabei ist der Film von dem Bestreben geprägt, im Sinne damaliger KPD-Politik der erstarkenden NS-Bewegung am Ende der Weimarer Republik eine antifaschistische Einheitsfront entgegenzusetzen, für die die kleinbürgerlichen Schichten gewonnen werden sollten. Anhand des Arbeitskampfs, den die Hochseefischer und die kleinbürgerlichen Küstenfischer, die sich im Gegensatz zu den Hochseefischern im Besitz eigener Produktionsmittel befinden, mit der Reederei führen, will Piscator die Notwendigkeit eines gemeinsamen, gewerkschaftlich organisierten Kampfs aufzeigen. Schon in einer westdeutschen Studie zum Wirken Piscators in der sowjetischen Emigration war 1975 darauf hingewiesen worden, dass das Kleinbürgertum, da vom großen Kapital ständig und in der Krise verstärkt mit Proletarisierung bedroht, zum potenziellen Helfershelfer des Faschismus werde, der zwar eine Lösung der Krise verspreche, seine Mittel zur Lösung jedoch verschweige. Hier gelte es „für die Avantgarde des Proletariats, Klarheit zu schaffen und die revolutionäre Alternative aufzuzeigen.“ Notwendigkeit und Erfolg einer solchen Politik seien Thema des Piscator-Films.
Diesen thematischen Fokus des Films griff auch die Exilforschung der DDR der 1970er Jahre auf. Besonders deutlich wird die Einheitsfront-Thematik am Ende des Films, an dem ein Sprechchor einen Aufruf an alle Ausgebeuteten formuliert, sich in die Einheitsfront einzureihen. Doch schon der Anfang des Films zeugt von dieser Konzeption. Da der Film nach Auffassung von DDR-Exilforscherin Renate Waack-Ullrich die von kleinbürgerlicher Ideologie befallenen Mittelschichten über ihre eigene soziale Lage aufklären will, beginne Piscator ihn „nicht mit der Geschichte der [Küsten-]Fischer, sondern mit dem sich immer mehr verschärfenden Hauptwiderspruch zwischen Kapitalisten und Arbeiterklasse: Bredels Fangschiff.“
Renate Waack-Ullrich zufolge werden die Fischer dabei als die Repräsentanten des Kleinbürgertums erst dann „in die Handlung eingeführt, wenn der Hauptwiderspruch zwischen Kapitalisten und Arbeiterklasse exponiert ist. Für den Ausgang des Streiks ist es ausschlaggebend – das wird vor allem optisch gezeigt –, ob die Fischer auf die Seite der Kapitalisten übergehen oder auf die Seite der Matrosen.“ Ihr Handeln werde dann in den folgenden entscheidenden Etappen dargestellt: wie sie sich durch falsche Versprechungen Bredels zum Streikbruch verleiten lassen, wie die meisten trotz ihrer materiellen Notlage nicht begreifen wollen, dass sie längst proletarisiert seien, und wie erst mehrere Tote in den eigenen Reihen sie zur verzweifelten gemeinsamen Aktion bringen. Am Ende des Films öffnet sich schließlich auch der gemäßigte Fischer und erfolglose Streikbrecher Kerdhuys der Einsicht, dass nur ein gemeinsamer Arbeitskampf zum Erfolg führen kann.
Aus Sicht des Kommunikationswissenschaftlers Hermann Haarmann positioniert Piscator sein Filmprojekt genau dort, „wo Argumentationsbedarf besteht: bei der Agitation der Mittelschichten, die objektiv mit der Proletarisierung bedroht sind, zugleich aber jedem Versprechen nach sozialem Aufstieg Glauben schenken.“ Die Verführbarkeit durch Ideologie und Propaganda tue ein Übriges. Da die Mittelschichten die Basis für den Erfolg des Faschismus seien, lege Piscator im Sinne der klassischen Faschismustheorie, die „gerade den gesellschaftlichen Stand zwischen den Klassen, zwischen der Bourgeoisie und dem Proletariat, haftbar macht für den nationalsozialistischen Flächenbrand“, besonderes Gewicht auf die Kleinfischer. Die dem Filmprojekt zugrundeliegende politische Absicht deutet Haarmann jedoch als trügerisch. Angesichts einer in sich gespaltenen Arbeiterbewegung, deren Fraktionen sich gegenseitig des Wortbruchs bezichtigt und dem Faschismus am Ende der Weimarer Republik das Feld überlassen hätten, sei der Wunsch intellektueller KPD-Sympathisanten, die zu Beginn der 1930er Jahre „noch immer auf eine Wende hoffen und an ihr mitarbeiten wollen“, illusionär gewesen.

## Widrige Produktionsumstände

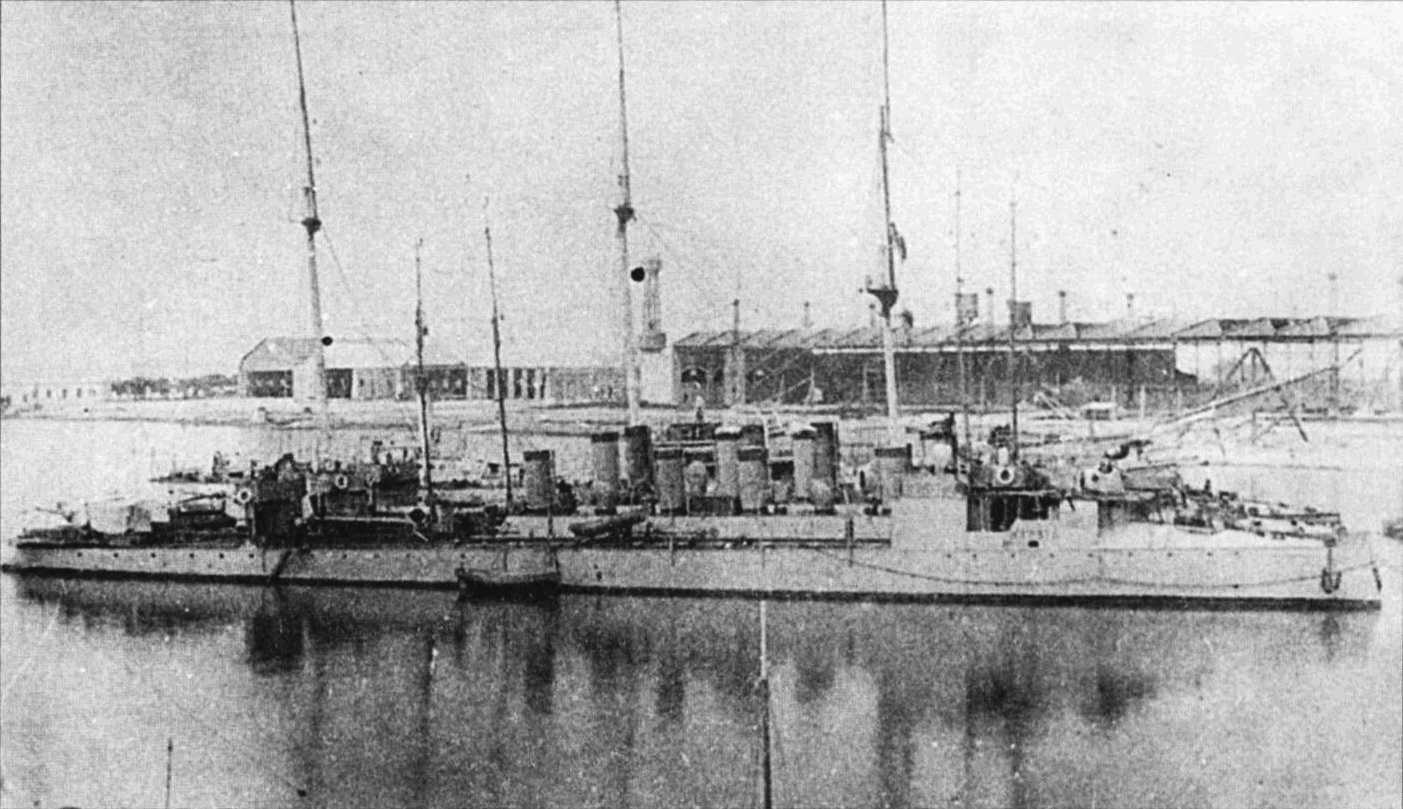
Nicht verfügbar: Zerstörer der sowjetischen Schwarzmeerflotte (1924)

Piscator hatte im Sommer 1930 zunächst geplant, Theodor Plieviers erfolgreichen Debütroman Des Kaisers Kulis zu verfilmen, der die prekären Arbeitsbedingungen auf den Schiffen der kaiserlichen Kriegsflotte behandelte. Nach Auffassung des Germanisten Klaus Gleber wäre die Realisierung eines aufwändig konzipierten Films revolutionären Inhalts in Deutschland allerdings auf „erhebliche Schwierigkeiten gestoßen, zumal der ‚Münzenberg-Konzern‘ über die erforderlichen Produktionsmittel nicht verfügt“. Der linke Medienunternehmer Willi Münzenberg vermittelte Piscator daher einen Kontakt zur sowjetischen Aktiengesellschaft Meschrabpom-Film. Bei Verhandlungen in Moskau einigte sich Piscator mit der Meschrabpom-Film im September 1930 auf eine Verfilmung des Plievier-Romans. Im April 1931 reiste er mit einem ersten Exposé für das Drehbuch nach Moskau. Piscator hatte darum gebeten, für die Dreharbeiten Schiffe der sowjetischen Schwarzmeerflotte nutzen zu dürfen. Er wollte mit diesen Schiffen die in Plieviers Roman behandelte Skagerrakschlacht von 1916 nachstellen. Erst Wochen nach seiner Ankunft in Moskau setzte Meschrabpom-Film ihn davon in Kenntnis, dass sein Antrag auf Nutzung der Schwarzmeerflotte abgelehnt worden war. Der sowjetische Außenminister, Volkskommissar für Auswärtige Angelegenheiten Maxim Litwinow, fürchtete für diesen Fall diplomatische Verwicklungen mit dem Deutschen Reich und lehnte ab. Als Ersatzstoff wurde kurzerhand Anna Seghers’ Novelle Aufstand der Fischer von St. Barbara ausgehandelt. Peter Diezel nimmt an, dass die intensive Beschäftigung mit dem Stoff Matrosenaufstand von 1918 und thematische Analogien zwischen Plieviers und Seghers’ Werken dazu beigetragen haben, dass sich Piscator bei der Wahl eines geeigneten Nachfolge-Projekts für die Erzählung von Anna Seghers entschied.

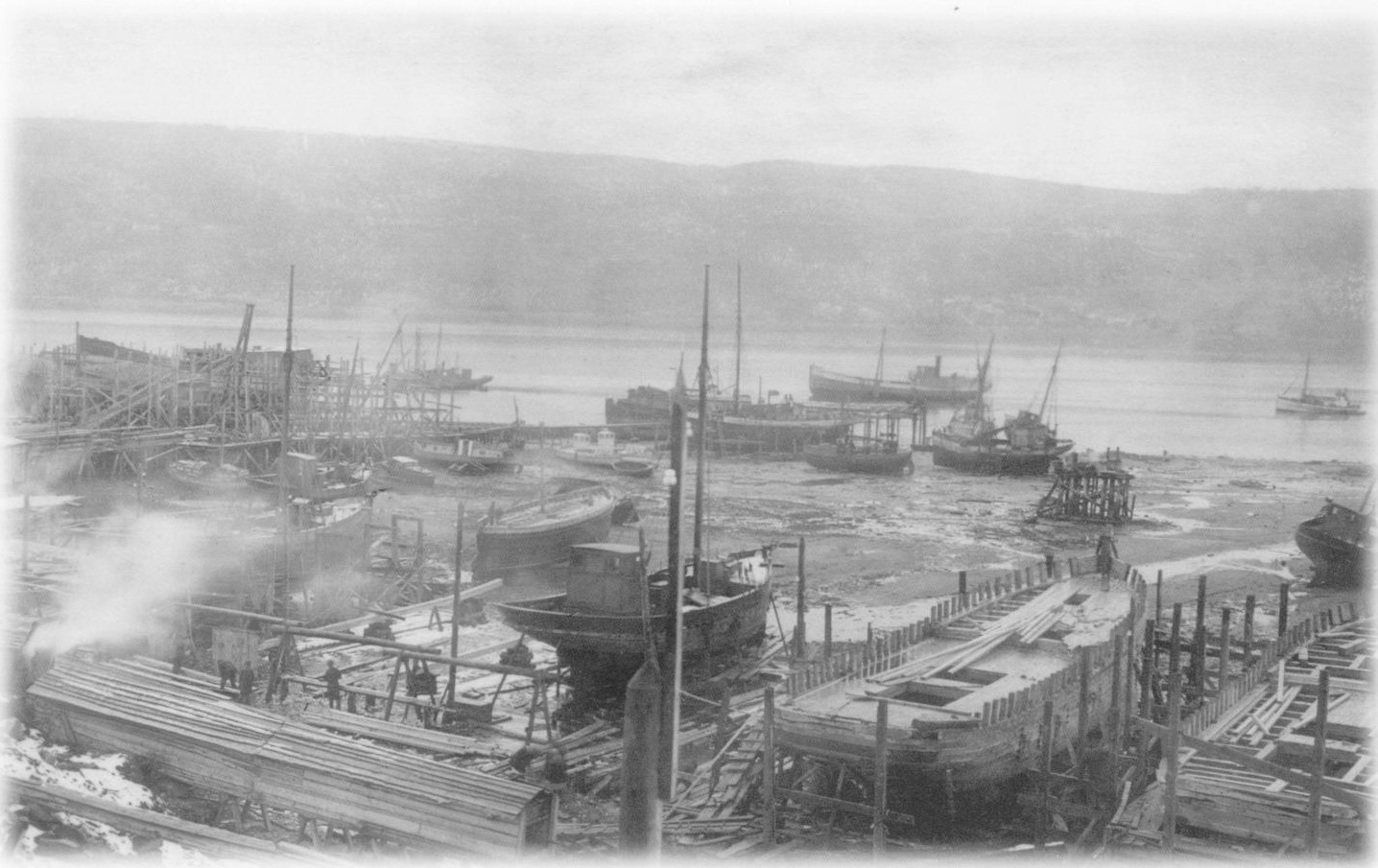
Der Hafen von Murmansk (1928)

Da eine nachträgliche Synchronisation damals aus technischen Gründen noch nicht möglich war, sollte sowohl eine deutsche als auch eine russische Fassung des Films gedreht werden. Das Drehbuch der geplanten deutschen Fassung von Der Aufstand der Fischer sollte die österreichisch-britische Schriftstellerin Anna Wiesner erstellen, die auch an Piscators Exposé für Des Kaisers Kulis mitgearbeitet hatte. Die russische Fassung des Drehbuchs verfasste der Szenarist Georgi Grebner. Obwohl Piscator so gut wie keine Erfahrungen im filmischen Metier besaß, hatte Meschrabpom-Film für die Arbeit am Drehbuch sowie für die Dreharbeiten gerade einmal fünf, höchstens sechs Monate vorgesehen. Damit waren erhebliche Probleme vorprogrammiert. Im Juli 1931 begann Piscator mit ersten Naturaufnahmen in der Hafenstadt Murmansk am Arktischen Ozean. Die arktischen Filmmotive und die langen sommerlichen Dämmerungsphasen beeindruckten ihn nachhaltig: „Diese prächtigen weißen Nächte dort im Norden, die drei Monate andauern, oder die im Eis gefrorenen Netze.“ Im Verlauf desselben Monats verpflichtete er während eines Berlin-Aufenthalts vierzehn deutsche und österreichische Schauspieler für das Filmprojekt, darunter Lotte Lenya als Prostituierte Marie und Paul Wegener als Reeder Bredel. Anfang August 1931 sollten im Meschrabpom-Atelier in Moskau die Innenaufnahmen beginnen, doch kam es zu einem Brand. Ein Feuer zerstörte zwei von insgesamt drei Ateliers einschließlich der darin aufgebauten Dekorationen und machte wochenlange Renovierungsarbeiten erforderlich.

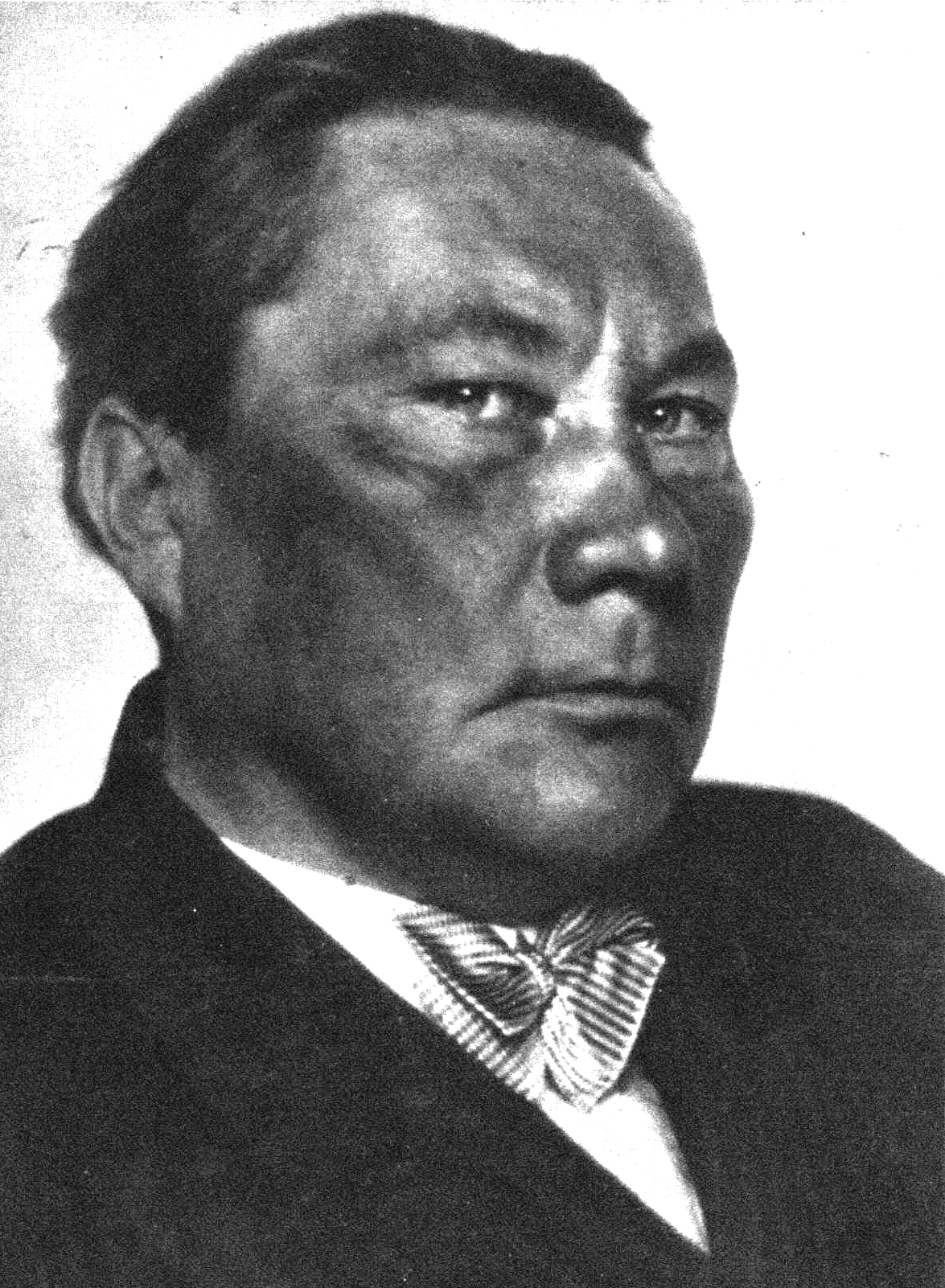
Paul Wegener (1932), Bredel-Darsteller der abgebrochenen deutschen Filmfassung

Piscator beschloss kurzerhand, stattdessen die Außenaufnahmen an der ukrainischen Schwarzmeerküste bei Odessa vorzubereiten, doch führten Materialengpässe und Transportschwierigkeiten für die Dekoration zu Verzögerungen. Der Regisseur brachte einen erheblichen Teil seiner Zeit mit Warten „auf das Bereitstellen finanzieller Mittel, auf Filmteams, auf Material“ zu. Es kam zu Auseinandersetzungen um den Umfang der Bauten für das Filmdorf St. Barbara. Piscator drohte mit einem Abbruch der Arbeiten und handelte daraufhin im August 1931 seinen Vertrag mit Meschrabpom neu aus. Als Mitte September 1931 die Aufnahmen in Odessa endlich hätten anlaufen können, behinderte stürmisches Wetter die Arbeiten. Zur administrativen Unterstützung Piscators beorderte Meschrabpom daraufhin den sowjetischen Filmregisseur Lew Kuleschow nach Odessa. Kuleschow sollte einen detaillierten Aufnahmeplan für den Film ausarbeiten. Zugleich wurde Piscator Regisseur Michail Doller als erster Assistent zur Seite gestellt. Als man abermals in Verzug geriet, blieb nur noch, die Arbeiten vorläufig einzustellen, da die Verträge mit den deutschen Schauspielern bereits im November 1931 ausliefen.
Gegen die desolaten Produktionsbedingungen und die schlechte Betreuung des anspruchsvollen Filmprojekts durch Meschrabpom-Film legte Piscator mehrfach Beschwerde bei politischen Instanzen wie dem Zentralkomitee der Kommunistischen Partei der Sowjetunion ein. Zum Jahresanfang 1932 teilte die Meschrabpom-Direktion Piscator mit, dass der Plan einer deutschen Variante des Films fallengelassen werde und nur eine russische gedreht werden könne. Abermals wurde ein neuer Vertrag ausgehandelt. Nach monatelanger Unterbrechung konnte Piscator die Dreharbeiten im späten Frühjahr und Sommer 1932 mit sowjetischen Darstellern in Odessa fortsetzen. Die Kooperation mit den sowjetischen Darstellern, die unterschiedlichen Schauspieltraditionen (Stanislawski, Meyerhold, Majakowski) entstammten, gestaltete sich schwierig. Im Herbst 1932 wurde in den wiederaufgebauten Meschrabpom-Ateliers in Moskau gedreht. Im Frühjahr 1933 machte der Machtantritt der Nationalsozialisten schließlich Piscators Absicht, mit einem politischen Film ein breiteres deutsches Publikum zu erreichen, zunichte. Erst im Herbst 1933 konnte er sich der Filmmusik annehmen, musste jedoch den als Komponisten verpflichteten Juri Schaporin angesichts unzureichender Mitarbeit durch jüngere Kollegen ersetzen. Zugleich zeichnete sich ab, dass die Filmmontage weitere Monate in Anspruch nehmen würde. Im Frühjahr 1934 schloss Piscator das Filmprojekt, das mit Unterbrechungen fast drei Jahre in Anspruch genommen hatte, ab. Der Film nahm die letzte Hürde und wurde von der Hauptverwaltung Kino freigegeben. Die offizielle Filmpremiere wurde auf Oktober 1934 angesetzt.

## Filmplakat
Das Filmplakat der russischen Originalfassung von 1934 gestaltete der Gebrauchsgrafiker Michail Weksler. Das Plakat für den Schwarzweißfilm ist farbig gestaltet. Der Filmtitel ist am oberen Plakatrand in weißen Buchstaben auf rotem Hintergrund von der eigentlichen Illustration abgesetzt. Das Plakat zeigt auf einem in kräftigen Gelb- und Grüntönen gehaltenen Meereshintergrund drei Charaktere des Films, den Streikführer Kedennek, den Bootsführer Bruyk mit der für ihn charakteristischen Tabakspfeife und im Hintergrund die Prostituierte Marie. Kedennek und Bruyk sind durch Merkmale wie gestreifte Kleidung, Schiebermütze, Pfeife oder Schifferkrause als Seeleute bzw. Küstenfischer gekennzeichnet. Das Plakat fokussiert damit auf die beiden konträren Positionen innerhalb der Gemeinden der Küstenfischer, die sich teilweise, Kedennek folgend, dem Streik der Matrosen anschließen oder, wie der relativ gut situierte Bootseigentümer Bruyk, als „Streikbrecher“ zum Fischfang für Bredel auslaufen. Das obere Bildsegment enthält Angaben zu weiteren beteiligten Filmkünstlern. (West-)Europäische Verleihfirmen bewarben die untertitelte Exportfassung für den (west-)europäischen Markt teilweise mit einem eigenen Filmplakat.

## Zeitgenössische Rezeption

Filmtheoretiker Wsewolod Pudowkin (1920) verteidigte den Film gegen Ossip Briks Kritik.

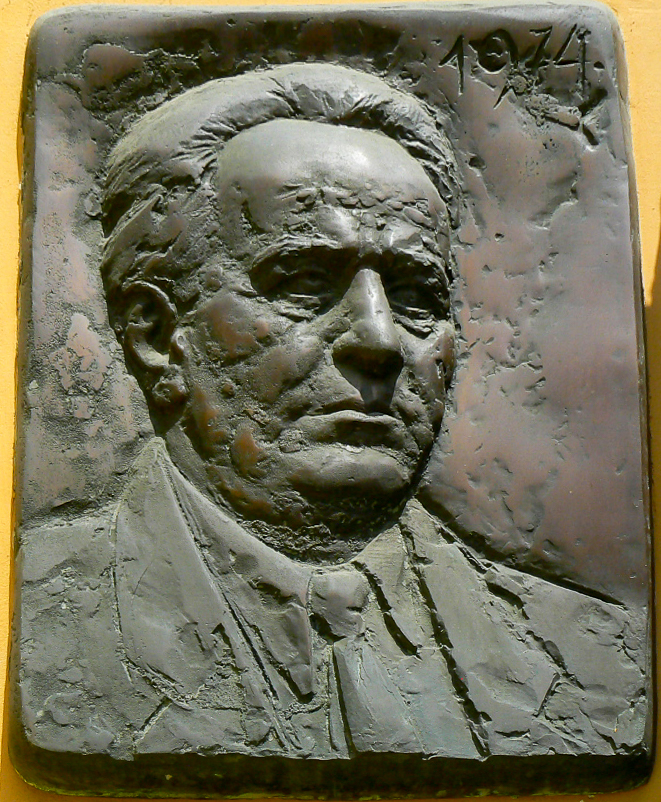
Filmkritiker Béla Balázs würdigte die „dreidimensionale Charakteristik“ der Figuren. (Bronzeporträt in Szegedin)

Einige Monate vor der offiziellen Premiere in den Moskauer Kinos erschien im Mai 1934 in der in Moskau verlegten Deutschen Zentral-Zeitung eine differenzierte Würdigung des Films durch den sowjetischen Kritiker Sergei Dinamow, der von der künstlerischen Qualität des Films hingerissen und „völlig gebannt“ war. Dennoch beklagte Dinamow, dass die Handlung so kompliziert sei, dass „in der Mitte des Films sich alle Fäden verwirren und es schwer wird, der Handlung zu folgen.“ Wenige Wochen nach Dinamows Kritik folgte in der vom Verband der Filmschaffenden (ARRK) herausgegebenen Fachzeitschrift „Kino“ ein drastischer Verriss. Der prominente Verfasser dieser Kritik, der avantgardistische Schriftsteller Ossip Brik, kreidete dem Film das „durchgängige Pathos“, die „auseinanderklaffenden Stilrichtungen“ und das „Fehlen einer dramatisch anwachsenden Spannung“ an. Brik wies die ganze Schuld für das vermeintliche Misslingen des Projekts – ein bei Angriffen auf missliebige Filmprojekte damals gängiges Vorgehen – der Leitung der Meschrabpom-Film zu. Die Filmgesellschaft habe Piscator bei seinem Ausflug in die Filmregie nicht ausreichend begleitet und ihn nicht mit den eigentlichen Bedürfnissen des sowjetischen Kinopublikums vertraut gemacht. Jasmin Arnold nimmt an, dass Brik seinen Angriff auf die Meschrabpom „mit der Billigung staatlicher Stellen führte.“ Auch der Kommunikationswissenschaftler Hermann Haarmann deutete den Verriss als Teil einer „inszenierten Pressekampagne“, die Brik auf offiziellen Druck hin begonnen habe.
Im folgenden Monat sekundierte Piscator in der Iswestija eine Gruppe renommierter Regisseure der Meschrabpom-Film um Wsewolod Pudowkin, die Aufstand der Fischer als „realistisches Werk“ würdigten, die „Lebensnähe und Wahrhaftigkeit der individuellen Zeichnung seiner Helden“ lobten, den Film als „kluge Tendenzkunst“ verteidigten und Brik scharf angriffen.
Am 5. Oktober 1934 hatte Piscators Spielfilm in den Moskauer Kinos Premiere. Ob er neben Moskau und vermutlich Leningrad auch in anderen Landesteilen zu sehen war, ist angesichts erheblicher Mängel in der flächendeckenden Versorgung der damaligen sowjetischen Kinos mit Filmen keineswegs sicher. Der österreichische Kritiker Hugo Huppert sprach dem Film nach der Premiere in der „Deutschen Zentral-Zeitung“ angesichts der „Ereignisse in Spanien“ – das heißt eines Aufstands der spanischen Sozialisten und der bürgerlichen katalanischen Regierung im Vorfeld des Spanischen Bürgerkriegs – hohen Aktualitätswert zu. Der ungarische Filmkritiker Béla Balázs, der den Film für die „Rote Zeitung“ besprach, erkannte in Der Aufstand der Fischer noch „kein vollendetes Meisterwerk“, bezeichnete Piscator aber gleichwohl angesichts der „besonderen Differenzierung der Gestalten“ als einen großen Filmregisseur. Der Aufstand der Fischer sei der erste Tonfilm, der die Erwartung auf eine „differenzierte, sozusagen psychologisch tiefere, sozusagen dreidimensionale Charakteristik“ erfülle. Dies zeige sich im eindrucksvollen Spiel der Frauengestalten gleichermaßen wie in den vielen Abstufungen der politischen Charaktere.
Der Schriftsteller Ernst Ottwalt beklagte in der in Moskau erscheinenden deutschen Ausgabe der Zeitschrift „Internationale Literatur“, dass Aufstand der Fischer an einer „gewissen Unklarheit, an einer Schwerverständlichkeit“ leide, wies Briks Argumentation aber ebenfalls entschieden zurück. Piscator habe „mit aller Folgerichtigkeit im Künstlerischen und im Politischen gewagt […], statt des Anlasses die Ursache, statt der äußerlichen, oberflächlichen Spannung der Handlung ihre innere Gesetzmäßigkeit darzustellen.“ Im folgenden Jahr vertrieb Meschrabpom-Film eine Exportfassung von Der Aufstand der Fischer, für die Untertitel in mehreren Sprachen angefertigt wurden. Die Exportfassung konnte in NS-Deutschland nicht gezeigt werden, war aber – noch über die Auflösung von Meschrabpom-Film im Juli 1936 hinaus – in mehreren westeuropäischen Großstädten wie Zürich, Brüssel und Paris zu sehen. Ein spanisches Filmplakat von 1936 deutet auf Vorführungen in Spanien hin. In Kopenhagen und Warschau dürfte es ebenfalls Vorführungen gegeben haben, da sich dort später Filmkopien anfanden.
Der kommunistische Schriftsteller Arthur Koestler, der einer geschlossenen Vorführung in Zürich beigewohnt hatte, lehnte den Film in der Pariser Exilpresse angesichts seiner „tiefe[n] Verlogenheit“ ab, da Piscator unrealistischerweise unterstelle, dass der lange Weg vom Massenelend der Fischer bis zur siegreichen Revolution komplikationslos verlaufe. Eine gegenteilige Auffassung vertrat der investigative Journalist Leo Lania, der den Film für das Exilantenorgan „Pariser Tageszeitung“ besprach. Aus Lanias Sicht hatte Piscator als Filmregisseur ähnlich wie in seiner Theaterarbeit neue ästhetische Wege beschritten, da Der Aufstand der Fischer verschiedene Stilelemente zu einem Kunstwerk verbinde, das für sich beanspruchen könne, „wichtige Ansätze für die weitere Entwicklung eines großen politischen Massendramas“ zu vermitteln.

## Wiederentdeckung in Deutschland

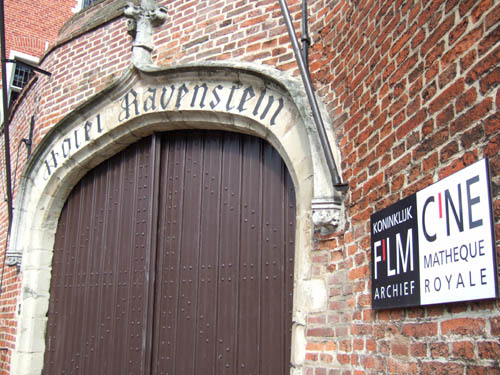
Cinémathèque royale de Belgique, Brüssel

Bei den 6. Westdeutschen Kurzfilmtagen, die im Februar und März 1960 in Oberhausen ausgerichtet wurden, wurde der Film am 4. März 1960 in einer beschnittenen, 65-minütigen Kopie erstmals offiziell in Westdeutschland vorgeführt. Der Gründer der Westdeutschen Kurzfilmtage, Hilmar Hoffmann, hatte im Vorjahr von der Existenz zweier 16-mm-Kopien des Films in der „Cinémathèque royale de Belgique“ und der Cinémathèque française erfahren. Der Leiter der belgischen Cinémathèque, Jacques Ledoux, hatte einer Vorführung von Der Aufstand der Fischer im Rahmen einer Retrospektive in Oberhausen zugestimmt. Das „Film-Telegramm“ zeigte sich von dynamischen Massenszenen beeindruckt: „Ameisenhaft nervös und fiebrig das Hin- und Hergewoge aus Angst und Zorn in den Schießszenen – die Gegenbewegungen der Massen kulminieren im temperamentvollen Gegenschnitt der Bilder zu beklemmender Dramatik.“ Die Zeitschrift „Filmforum“ würdigte eine meisterhafte Bildregie: „Wenn hier eine geballte Faust sich gegen die Decke reckt und von der Kamera zusammen mit einer Lampe eingefangen wird, wenn bei dem Begräbnis die Bibel des salbadernden Geistlichen zerrissen wird und der scharfe Seewind die Blätter über den Friedhof treibt […] – immer wird der Bildinhalt dem Ablauf der Ereignisse geschickt zugeordnet.“ Anschließend wurde der Film-Torso verstärkt in westdeutschen Filmklubs aufgeführt. Piscator freute sich über ein positives Medienecho in der Bundesrepublik, fand die belgische Kopie seines Films aber im Grunde „grässlich und völlig falsch geschnitten“.
Einem breiteren westdeutschen Publikum wurde der Film bekannt, als er am 20. Februar 1965 mit einer Einleitung von Hilmar Hoffmann im westdeutschen Fernsehen (NDR) gezeigt wurde. Der Filmkritiker Dietrich Kuhlbrodt bezeichnete den Film anlässlich der Fernsehpremiere als „unersetzliches Dokument der deutschen Film-Geschichte“ und würdigte die „Weiterentwicklung der eisensteinschen und pudowkinschen Montageprinzipien durch Piscator“. Am 1. Mai 1965 folgte im „Archivfilmtheater“ Camera, dem Kino des Staatlichen Filmarchivs der DDR, in Ost-Berlin die offizielle Erstaufführung in der DDR. Ein Informationsblatt des Staatlichen Filmarchivs der DDR charakterisierte Der Aufstand der Fischer als eines der „Spitzenwerke der Tonfilmzeit in der Sowjetunion“ und stellte den Film in eine Reihe mit anderen Meisterwerken: „Mit seiner erregend aktuellen Aussage, der großartig adäquaten Form, die eine leidenschaftliche Parteinahme erzwingt, hat es [das heißt das Werk] sich in der Filmgeschichte einen ehrenvollen Platz neben solchen Meisterwerken wie ‚Tschapajew‘ oder ‚Der Weg ins Leben‘ errungen.“ Im November 1975 wurde der Film aus Anlass von Anna Seghers’ 75. Geburtstag in einer „Neubearbeitung“ auch im Fernsehen der DDR (DFF 2) gezeigt.

Berlinale-Plakat 2012

Eine restaurierte Fassung, die aus mehreren Filmkopien neu konstituiert worden war, präsentierte der Neue Visionen Filmverleih am 1. März 2001 in Berlin. Hermann Haarmann kommentierte im folgenden Jahr in der „Frankfurter Allgemeinen Zeitung“: „Piscators Film ist ein Kunstwerk von besonderer Güte, der nicht nur Anleihen bei den Großen des ‚Russenfilms‘ (Alfred Kerr) wie Eisenstein und Pudowkin nimmt, sondern eigenständig das junge Medium bild- und tondramaturgisch weiterentwickelt. Gegen den Rat von Eisenstein besteht Piscator darauf, die Kamera zu bewegen. Er befestigt sie am Bug eines Schiffes oder läßt sie Karussell fahren. Ein weiteres Gestaltungsmittel sind Überblendungen. Damit trifft er jedoch mitnichten den Geschmack von Josef Stalin, der in einer privaten Vorschau im Kreml seinen Unmut über den Ausländer Piscator äußert.“
Piscators Spielfilm war Gegenstand einer Installation des Frankfurter Künstlers Jeronimo Voss, die im Frankfurter Kunstverein (2010), in einer Berliner Galerie (Einzelausstellung, 2011), in der Wiener Secession (2013) und im Württembergischen Kunstverein Stuttgart (2013/14) zu sehen war. Voss ging von der Erfahrung des Scheiterns von Piscators Wirkungsintention aus – im Augenblick der Kinopremiere war die NSDAP, gegen die sich der Spielfilm hatte richten sollen, bereits an der Macht. Voss arbeitete mit Video- und Overheadprojektor und Tuschzeichnungen auf Filmfolie. Der Publizistin Hili Perlson zufolge gab Voss’ phantasmagorische Rekonstruktion Piscators Filmprojekt der 1930er Jahre nicht an die Geschichte verloren, „sondern setzt dessen Scheitern als Ausgangspunkt für die Gegenwart.“ Die Berlinale 2012 wartete in ihrer „Retrospektive 2012: Die rote Traumfabrik“ mit der deutschen Erstaufführung einer 60-minütigen stummen Fassung des Films auf. Die Stummfilm-Fassung wurde mit Fragmenten einer Filmmusik von Hanns Eisler unterlegt. Eisler hatte im Frühsommer 1931 für die nicht realisierte deutsche Fassung des Films zwei mehrstimmige Chöre zu Klavierbegleitung komponiert, die am 12. Februar 2012 in Berlin uraufgeführt wurden. Die Chorfragmente waren im Hanns-Eisler-Archiv der Berliner Akademie der Künste aufgefunden worden. Sieben Jahrzehnte nach seiner Uraufführung war der Film dramaturgisch wirksam geblieben, wie die Eindrücke eines Kritikers dokumentieren: „Als das Licht im Saal angeht, fühlt man sich etwas zerzaust. Mit den Ohren noch in einer Zeit, als etwas kurz bevorstand, mit den Augen schon wieder im Festivalbetrieb […].“